# Música Popular Brasileira
Música Popular Brasileira eller MPB (brasiliansk populærmusik) er en musikgenre som definerer urban populærmusik i Brasilien. MPB opstod på midten af 60'erne som en efterfølger og videreudvikling af Bossa nova. Genren er ikke præcist defineret, men kendetegnes med at traditionel brasiliansk musik er blandet med musikstile som pop, rock og jazz. Genren var traditionelt regnet som venstreorienteret. Den har imidlertid videreudviklet sig og regnes i dag som en musikstil for Brasiliens urbane middelklasse.

## Nogle udøvere af MPB
Elymar Santos • Tiririca • Elza Soares •Lobão • Mamonas Assassinas • Carmen Miranda • Emílio Santiago • Balão Mágico • Milionário e José Rico • Roupa Nova • Toquinho • Ritchie • Kátia Cega • Absyntho • Sérgio Mallandro • Barão Vermelho • Jorge Ben Jor • Milton Nascimento • Djavan• Roberto Carlos • Zé Ramalho • Blitz • Verônica Sabino • Markinhos Moura • Fagner • Sylvinho Blau Blau • Alcíone • Beth Carvalho • Michael Sullivan • Paulo Massadas • Tim Maia • Deborah Blando • Joanna • Ivan Lins • Jane&Herondi • Raul Seixas • Angélica • Guilherme Arantes • Sandra de Sá • Trio Parada Dura • Almir Rogério • Rádio Táxi • Polegar • Agepê • Frejat • Titãs • Paralamas do Sucesso • Chitãozinho e Chororó •Wilson Simonal • Dori Caymmi • Leo Jaime • Dominó • Gaúcho da Fronteira • Banda Zero • Trem da Alegria • Zeca Baleiro • Jorge Aragão • Heróis da Resistência • RPM • Netinho • Adriana Calcanhoto • Xuxa • Sérgio Reis • Latino • Marisa Monte • Zizi Possi • Fafá de Belém • Lilian • Carequinha • Ivete Sangalo • Daniela Mercury • Lulu Santos • Paulo Ricardo • MC Batata • Yahoo •Rosanna • Luan&Vanessa • Gilliard• Roberta Sá• Biquíni Cavadão • Hermeto Pascoal • Fábio Júnior • José Augusto • Nelson Ned • Engenheiros do Hawaii • Dalto • Patrícia Marx • Os Abelhudos • Nenhum de Nós • Leandro e Leonardo